# Micro-région de Balatonfüred
La micro-région de Balatonfüred (en hongrois : balatonfüredi kistérség) est une micro-région statistique hongroise rassemblant plusieurs localités autour de Balatonfüred.